# Venice, Illinois
Venice là một thành phố thuộc quận Madison, tiểu bang Illinois, Hoa Kỳ. Năm 2010, dân số của thành phố này là 1890 người.

## Dân số
Dân số qua các năm:
- Năm 2000: 2528 người.
- Năm 2010: 1890 người.